# دير بارك (نيويورك)
دير بارك (بالإنجليزية: Deer Park)‏ هي قرية غير مضمنة في ولاية نيويورك الأمريكية.
يبلغ عدد سكانها حسب تعداد سنة 2000: 28,316 نسمة. ويبلغ عددهم حسب تقدير 2007 حوالي:28,000 نسمة.

## التركيبة السكانية
حدّد مكتب تعداد الولايات المتحدة بيانات التركيبة السكانية لدير بارك في تعداد الولايات المتحدة. في ما يلي، التركيبة السكانية حسب تعدادي 2000 و2010.

### تعداد عام 2000
بلغ عدد سكان دير بارك 28,316 نسمة بحسب تعداد عام 2000، وبلغ عدد الأسر 9,516 أسرة وعدد العائلات 7,427 عائلة مقيمة في المنطقة السكنية. في حين سجلت الكثافة السكانية 1,769.8 نسمة لكل كيلومتر مربع (4,583.8/ميل2). وبلغ عدد الوحدات السكنية 9,698 وحدة بمتوسط كثافة قدره 606.1 لكل كيلومتر مربع (1,569.8/ميل2).
وتوزع التركيب العرقي للمنطقة السكنية بنسبة 83.41% من البيض و9.10% من الأمريكيين الأفارقة و0.22% من الأمريكيين الأصليين و2.87% من الأمريكيين ذوي الأصول الآسيوية و0.01% من سكان جزر المحيط الهادئ و2.08% من الأعراق الأخرى و2.31% من عرقين مختلطين أو أكثر و7.55% من الهسبانيون أو اللاتينيون من أي عرق.
بلغ عدد الأسر 9,516 أسرة كانت نسبة 38.6% منها لديها أطفال تحت سن الثامنة عشر تعيش معهم، وبلغت نسبة الأزواج القاطنين مع بعضهم البعض 62.7% من أصل المجموع الكلي للأسر، ونسبة 11.8% من الأسر كان لديها معيلات من الإناث دون وجود شريك، بينما كانت نسبة 3.6% من الأسر لديها معيلون من الذكور دون وجود شريكة وكانت نسبة 22% من غير العائلات. تألفت نسبة 18.1% من أصل جميع الأسر من عدة أفراد يعيشون في نفس المنزل ونسبة 8.8% كانت تتألف من شخص يعيش بمفرده يبلغ من العمر 65 عاماً أو أكثر. وبلغ متوسط حجم الأسرة المعيشية 2.97، أما متوسط حجم العائلات فبلغ 3.37.
بلغ العمر الوسطي للسكان 37.0 عاماً. وكانت نسبة 25.1% من القاطنين تحت سن الثامنة عشر، وكانت نسبة 6.5% بين الثامنة عشر والرابعة والعشرين عاماً، ونسبة 32.3% كانت واقعةً في الفئة العمرية ما بين الخامسة والعشرين والرابعة والأربعين عاماً، ونسبة 21.7% كانت ما بين الخامسة والأربعين والرابعة والستين، ونسبة 14.2% كانت ضمن فئة الخامسة والستين عاماً فما فوق. يوجد لكل 100 أنثى 94.3 ذكر، ويوجد لكل 100 أنثى في الثامنة عشر من عمرها فما فوق 89.5 ذكر.
بلغ متوسط دخل الأسرة في المنطقة السكنية 60,254 دولارًا، أما متوسط دخل العائلة فبلغ 67,128 دولارًا. وكان متوسط دخل الذكور 47,266 دولارًا مقابل 32,743 دولارًا للإناث. وسجل دخل الفرد الخاص بالمنطقة السكنية 24,196 دولارًا. وكانت نسبة 3.3% من العائلات ونسبة 4.7% من السكان تحت خط الفقر، وكان من هؤلاء نسبة 5.9% تحت سن الثامنة عشر ونسبة 5.6% في الخامسة والستين من العمر وما فوق.

### تعداد عام 2010
بلغ عدد سكان دير بارك 27,745 نسمة بحسب تعداد عام 2010، وبلغ عدد الأسر 9,383 أسرة وعدد العائلات 7,093 عائلة مقيمة في المنطقة السكنية. في حين سجلت الكثافة السكانية 1,734.1 نسمة لكل كيلومتر مربع (4,491.3/ميل2). وبلغ عدد الوحدات السكنية 9,715 وحدة بمتوسط كثافة قدره 607.2 لكل كيلومتر مربع (1,572.6/ميل2).
وتوزع التركيب العرقي للمنطقة السكنية بنسبة 74.92% من البيض و12.04% من الأمريكيين الأفارقة و0.23% من الأمريكيين الأصليين و6.77% من الأمريكيين ذوي الأصول الآسيوية و0.01% من سكان جزر المحيط الهادئ و3.39% من الأعراق الأخرى و2.65% من عرقين مختلطين أو أكثر و12.12% من الهسبانيون أو اللاتينيون من أي عرق.
بلغ عدد الأسر 9,383 أسرة كانت نسبة 36.9% منها لديها أطفال تحت سن الثامنة عشر تعيش معهم، وبلغت نسبة الأزواج القاطنين مع بعضهم البعض 56.4% من أصل المجموع الكلي للأسر، ونسبة 13.8% من الأسر كان لديها معيلات من الإناث دون وجود شريك، بينما كانت نسبة 5.4% من الأسر لديها معيلون من الذكور دون وجود شريكة وكانت نسبة 24.4% من غير العائلات. تألفت نسبة 20.2% من أصل جميع الأسر من عدة أفراد يعيشون في نفس المنزل ونسبة 10.6% كانت تتألف من شخص يعيش بمفرده يبلغ من العمر 65 عاماً أو أكثر. وبلغ متوسط حجم الأسرة المعيشية 2.95، أما متوسط حجم العائلات فبلغ 3.41.
بلغ العمر الوسطي للسكان 40.7 عاماً. وكانت نسبة 23.2% من القاطنين تحت سن الثامنة عشر، وكانت نسبة 8.5% بين الثامنة عشر والرابعة والعشرين عاماً، ونسبة 25.1% كانت واقعةً في الفئة العمرية ما بين الخامسة والعشرين والرابعة والأربعين عاماً، ونسبة 27.4% كانت ما بين الخامسة والأربعين والرابعة والستين، ونسبة 15.8% كانت ضمن فئة الخامسة والستين عاماً فما فوق. وتوزع التركيب الجنسي للسكان بنسبة 48.4% ذكور و51.6% إناث.